# Exit Wounds
Exit Wounds is een Amerikaanse misdaadfilm uit 2001 van regisseur Andrzej Bartkowiak. De hoofdrollen worden vertolkt door Steven Seagal, DMX, Isaiah Washington, Anthony Anderson, Michael Jai White en Eva Mendes.

## Rolverdeling
| Acteur            | Personage       |
| ----------------- | --------------- |
| Steven Seagal     | Orin Boyd       |
| DMX               | Latrell Walker  |
| Isaiah Washington | George Clark    |
| Anthony Anderson  | T.K. Johnson    |
| Michael Jai White | Lewis Strutt    |
| Bill Duke         | Chief Hinges    |
| Jill Hennessy     | Annette Mulcahy |
| Tom Arnold        | Henry Wayne     |
| Bruce McGill      | Frank Daniels   |
| David Vadim       | Matt Montini    |
| Eva Mendes        | Trish           |

## Nominaties
| Jaar | Prijs                                                    | Genomineerde(n) | Uitslag     |
| ---- | -------------------------------------------------------- | --------------- | ----------- |
| 2002 | MTV Movie Award for Best Breakthrough Performance - Male | DMX             | Genomineerd |